# Chamaebatiaria glutinosa
Chamaebatiaria es un género monotípico de plantas perteneciente a la familia de las rosáceas. Su única especie, Chamaebatiaria glutinosa, es originaria de Norteamérica.

## Descripción
El nombre del género proviene de su parecido físico con el género Chamaebatia, con el que no está estrechamente relacionado. Esta es una planta peluda y pegajosa cubierta de follaje como de helecho, compuesto por hojas pequeñas. En los extremos de las ramas de este arbusto erecto se encuentran la inflorescencias de flores blancas parecidas a las rosas. Este arbusto es un residente de los matorrales y bosques en el oeste de América del Norte. El pariente más cercano de Spiraeanthus.

## Taxonomía
Chamaebatiaria glutinosa fue descrita por Per Axel Rydberg y publicado en North American Flora 22(3): 258, en el año 1908.